# Panos Cosmatos
Panos Cosmatos (Roma, 1º febbraio 1974) è un regista greco naturalizzato canadese.
È famoso per i suoi film Beyond the Black Rainbow e Mandy.

## Biografia
Figlio del regista italo-greco George Pan Cosmatos e della scultrice Birgitta Ljungberg-Cosmatos, si trasferisce insieme a loro a Victoria, in Canada, all'inizio anni '80.
Il suo primo sbocco nell'industria cinematografica è stato fare da assistente all'operatore della seconda unità video nel film di suo padre Tombstone.
Ha diretto il suo primo lungometraggio, Beyond the Black Rainbow (2010), finanziandolo tramite gli incassi residui dalla vendita dei DVD di Tombstone.
Nel 2017 dirige l'action-horror Mandy,  prodotto da Legion M. Nel cast di quest'ultimo compaiono Nicolas Cage e Andrea Riseborough. Il film ha avuto la sua première al Sundance Film Festival 2018 il 19 gennaio, e inizia ad essere distribuito nei cinema e sulle piattaforme di streaming il 14 settembre 2018.

## Filmografia
- Beyond the Black Rainbow (2010)
- Mandy (2018)
- La visita (The Viewing), episodio di Cabinet of Curiosities - serie TV (2022)